# Psiconcologia
La psiconcologia è la psicologia applicata all'oncologia.

## Descrizione
Il disagio psicologico che si manifesta a seguito della diagnosi e della cura di una patologia organica grave può essere definito come una “normale” reazione ad una diagnosi “ab-norme”; ansia, depressione, collera, sbalzi d'umore, negazione, isolamento, pensieri di suicidio, regressione, confusione mentale, disturbi del ciclo sonno\veglia, disturbi alimentari, sensi di colpa, razionalizzazione, alexitimia, proiezione, spostamento, formazione reattiva sono le più frequenti manifestazioni “fisiologiche” che hanno un'importante funzione adattativa.
Non sempre è facile capire se le reazioni del paziente alla diagnosi sono reazioni normali, fisiologiche, oppure se si tratta di sintomi di una situazione di patologia psicologica, che richiede un supporto adeguato al paziente, sia di tipo psicologico che di tipo psichiatrico.
Il sintomo "acuto" o "fisiologico" si distingue da quello "cronico" o "patologico" sulla base della qualità, della quantità, dell'intensità, verificando da quanto tempo si manifesta e che intensità ha, e quanto influisce sulla vita della persona e sulle sue relazioni.
L'importanza di una corretta diagnosi psicologica o psicopatologica permette di aiutare il paziente stesso nel processo di cura e di guarigione, ove possibile.

## Principali disagi
Di seguito un breve e sintetico elenco dei principali disagi psicopatologici più frequenti nel paziente oncologico come presentati nel Manuale pratico di Psico-Oncologia, di Grassi, Biondi e Costantini (2003).

### Disturbi dell'adattamento
I disturbi dell'adattamento si manifestano come risposta all'evento stressante malattia ed il soggetto presenta difficoltà emotive e relazionali. I sintomi più comuni sono ansia, demoralizzazione, irritabilità, aggressività e collera, labilità emotiva e disturbi del comportamento.
Disturbi d'ansia che più frequentemente si manifestano nel paziente oncologico sono il disturbo acuto da stress, disturbo post traumatico da stress e fobie.

### Disturbo acuto da stress
Il disturbo acuto da stress di solito si manifesta entro 4 settimane dall'evento stressante ed è caratterizzato da intense manifestazioni d'ansia, incubi notturni, ricordi angoscianti, sensazione dell'imminente ripetersi dell'evento, sintomi dissociativi (assenza di reattività emozionale, riduzione della consapevolezza dell'ambiente circostante, derealizzazione, depersonalizzazione, amnesia dissociativa), comportamenti di evitamento degli stimoli che portano un ricordo al trauma.
Se i sintomi invece si manifestano da più di quattro settimane, allora il quadro clinico muta in disturbo post traumatico da stress. Il quadro sintomatico è caratterizzato da un accentuarsi dei sintomi precedenti, con inoltre disturbi del ciclo sonno\veglia, irritabilità e collera, difficoltà a concentrarsi, ipervigilanza ed esagerate risposte di allarme.

### Fobie
Le fobie sono manifestazioni d'ansia eccessiva ed ingiustificata che si manifestano, esclusivamente o prevalentemente, al verificarsi di situazioni od oggetti specifici, e che porta all'evitamento degli stessi.

### Disturbi somatoformi
I disturbi somatoformi (ipocondria, somatizzazione, dimorfismo corporeo) sono “primariamente espressioni di fondo della malattia stessa”, dato che è una patologia che colpisce il corpo ed il cui trattamento ha pesanti ripercussione sulla sfera corporea, l'eccessiva attenzione sul proprio funzionamento somatico assume livelli patologici in quei ex-pazienti che sono stati dichiarati “fuori pericolo” dopo i 5 anni di monitoraggio, o che, pur avendo subito un intervento invasivo, avevano una patologia neoplastica benigna.

### Disturbi depressivi
I disturbi depressivi rappresentano i disturbi più frequenti in oncologia e sono anche i più difficili da diagnosticare correttamente. Infatti i segnali corporei della depressione (alterazione della memoria, astenia, alterazioni del peso corporeo, della libido) sono spesso conseguenza della patologia neoplastica e del trattamento medico, per cui l'unica possibile diagnosi è attraverso i sintomi della sfera affettiva (tono dell'umore, interesse, sensi di colpa, sensi di inutilità). Solo attraverso un'attenta valutazione dell'intensità dei sintomi permette di arrivare ad una diagnosi corretta.